# اکثریت
اکثریت یا بیشینه وضعیتی‌ست که در آن یک گروه در یک مجموعه اعضای بیشتری از گروه‌های دیگر دارد و در تضاد با اقلیت معنا می‌شود. اکثریت سه نوع دارد؛ اکثریت مطلق، اکثریت ساده و اکثریت نسبی.

## اکثریت مطلق
دارا بودن بیش از ۸۰٪ آمار. در فرایند رأی‌گیری، کسب رضایت بیش از هشتاد درصد واجدان شرایط را اکثریت مطلق می‌گویند. 

## اکثریت ساده
از منظر حقوقی منظور از اکثریت ساده که در مقابل اکثریت خاص قرار می‌گیرد بازگشت به اکثریت مطلق دارد.
(البته در ادبیات عامیانه کسب رضایت بیش از نصف و کمتر از ۸۰٪ آرای صحیح (و در بعضی تعاریف آرای مأخوذه) را اکثریت ساده گویند.)

## اکثریت نسبی
کسب رضایت نصف یا کمتر از نصف آرای صحیح (و در بعضی تعاریف مأخوذه).